# متلازمة المبيض المتعدد الكيسات
مُتَلاَزِمَة المَبيضِ المُتَعَدِّدِ الكيسات (بالإنجليزية: Polycystic ovary syndrome)‏ هي مجموعة من الأعراض التي تنتج بسبب ارتفاع نسبة الأندروجين (هرمون الذكورة) في المرأة، وتشمل هذه الأعراض عدم انتظام أو انعدام الطمث، غزارة الطمث، زيادة في نمو الشعر في أنحاء الجسد، حب الشباب، والشواك الأسود، وآلام في منطقة الحوض، والعقم، وقد يصاحبها أمراض أخرى مثل مرض السكري النوع الثاني، أمراض القلب، اضطرابات المزاج، وسرطان الرحم.
متلازمة تكيس المبايض تنتج بسبب مجموعة من العوامل الوراثية والبيئية، وتمثل السمنة أحد عوامل خطر الإصابة بها، بجانب نقص الحركة الرياضية ووجود حالات مماثلة في العائلة.
يعتمد تشخيص متلازمة تكيس المبايض على اثنين من ثلاثة أشياء يمكن ايجادها في المتلازمة: انقطاع الإباضة، زيادة منسوب الأندروجين وتكيسات المبايض والتي يمكن اكتشافها بالموجات الفوق صوتية.
تشمل الأمراض الأخرى الشبيهة بمتلازمة تكيس المبايض كل من نقص نشاط الغدة الدرقية، زيادة البرولاكتين، فرط تنسج الكظرية الخلقي.
متلازمة تكيس المبايض ليس لها علاج محدد، ويعتمد العلاج على تغير نمط الحياة وإنقاص الوزن والتمارين الرياضية، وقد تساعد حبوب منع الحمل على تنظيم الدورة الشهرية والتغلب على الشعرانية وحب الشباب. كذلك يلعب عقار ميتفورمين ومضادات الأندروجين دورا في متلازمة تكيس المبايض، وقد تستخدم تقنيات أخرى لعلاج الشعر الزائد وحب الشباب، فيما يستخدم كلوميفين في تحسين الخصوبة.
متلازمة تكيس المبايض هي واحدة من اضطرابات الغدد الصماء النسائية الأكثر شيوعا في الفتر العمرية بين 18 و 44. وتؤثر على ما يقرب من 10 ٪ من النساء في سن الإنجاب (من سن 12 - إلى 45). وتعتبر واحدة من الأسباب الرئيسية لضعف الخصوبة لدى الإناث، وتختلف أعراض وشدة هذه المتلازمة اختلافا كبيرا بين النساء المتضررين.

## الأسماء
يوجد أسماء أخرى لهذه المتلازمة منها مرض تكيس المبيض وستاين ليفنثال (الاسم الأصلي، لا يستخدم في الأدب الحديث).ومتلازمة المبيض متعدد الحويصلات.

## التعريف
يوجد تعريفين يشاع استخدامها:
- في عام 1990 أشارت ورشة عمل توافقية برعاية المعاهد الوطنية للصحة (معاهد الصحة القومية) إلى أن المريضة يمكن اعتبارها بأنها تعاني من متلازمة تكيس المبايض إذا كان لديها كل من [بحاجة لمصدر]
  - علامات على زيادة الاندروجين (الحيوي أو السريري)،
  - اضطرابات الدورة الشهرية،
  - استثناء (نفي) الأمراض الأخرى التي من شأنها أن تتسبب في زيادة الأندروجين واضطرابات الدورة.
- في عام 2003 بينت ورشة عمل برعاية الآراء الجمعية الأوربية لعلم التكاثر البشري والأجنة في روتردام أن متلازمة تكيس المبايض تكون موجودة إذا اجتمع اثنان من ثلاث معايير:
  - اضطرابات الدورة الشهرية و/ أو انقطاع الإباضة،
  - النشاط الزائد للاندروجين،
  - وجود تكيسات في المبايض (عن طريق الموجات فوق الصوتية).

ويُعتبر تعريف روتردام تعريف أوسع، ويضم المزيد من المرضى، لا سيما المرضى الذين لا يعانون من زيادة الأندروجين، في حين أن تعريف المعاهد الوطنية للصحة يعتبر زيادة الأندروجين شرط مسبق، ويقول النقاد أن النتائج التي تم الحصول عليها من دراسة المريضات اللائي يعانين من زيادة الاندروجين لا يمكن بالضرورة استقرائها من المريضات ذات الاندروجين الطبيعي.

## الأعراض
الأعراض الشائعة لمتلازمة تكيس المبايض وتشمل
- اضطرابات في الدورة الشهرية في شكل ندرة الطمث وانقطاع الطمث، أو غيرها من اضطرابات الطمث.
- العقم، الناتج عموما عن انقطاع الإباضة المزمن.
- البشرة الدهنية وظهور حَبُّ الشباب.
- بقع داكنة وسماكة في الجلد خاصة في الرقبة والإبطين.
- نمو الشعر في أماكن غير معتادة مثل على الوجه والصدر أو الفخذين.

## المخاطر
النساء المصابة بمتلازمة تكيس المبايض معرضة للخطر بسبب ما يلي:
- فرط تنسج بطانة الرحم وسرطان الرحم (سرطان بطانة الرحم) وذلك بسبب التجمع الزائد ل[[بطانة الرحم}}]]، وكذلك عدم وجود البروجستيرون لفترات طويلة مما أدى إلى تحفيز خلايا الرحم بواسطة هرمون الاستروجين. ومن غير الواضح ما إذا كان هذا الخطر هو نتيجة مباشرة للمتلازمة أو من، وزيادة إفراز الإنسولين، وزيادة إفراز الأندروجين. المرتبطين بها
- مقاومة الانسولين / سكري النوع الثاني
- ضغط الدم المرتفع
- دسليبيدميا (أي عسر شحميات الدم واضطرابات في استقلاب الشحوم—الكوليسترول والشحوم الثلاثية)
- الأمراض القلبية الوعائية
- السكتة الدماغية
- الوزن
- الإجهاض
- الشواك الأسود (بقع من الجلد مظلمة تحت الذراع، في منطقة الفخذ، وعلى الظهر والعنق)
- التهاب الغدة الدرقية بالمناعة الذاتية

## التشخيص
ليست كل النساء المصابة لمتلازمة تكيس المبايض لديها تكيس مبايض، ولا كل النساء المصابة بخراجات المبايض لديها متلازمة تكيس المبايض ] [بحاجة لمصدر] ؛ على الرغم من أن الموجات فوق الصوتية على الحوض هو أداة تشخيص رئيسية، ولكنها ليست الوحيدة. يوضح التشخيص باستخدام معايير روتردام، حتى عندما ترتبط المتلازمة بمجموعة واسعة من الأعراض.
- معيار التقييمات التشخيصية:
  - التاريخ المرضي، وتحديدا نمط الطمث، والسمنة، والشعرانية، وعدم وجود تصريف الثدي. والسريرية التنبؤ القاعدة وجدت أن هذه الأسئلة الأربعة يمكن تشخيص متلازمة تكيس المبايض مع وجود حساسية من 77.1 ٪ (بفاصلة ثقة 95 ٪ 62.7 ٪ -88.0 ٪)وخصوصية 93.8 ٪ (بفاصلة ثقة 95 ٪ 82.8 ٪ -98.7 ٪).
  - موجات فوق الصوتية على الجهاز التناسلي للمرأة، وتحديدا يبحث عن حويصلات المبيض الصغيرة. ويعتقد هؤلاء أن يكون نتيجة اضطراب في وظيفة المبيض مع فشل التبويض، ينعكس ذلك في الحيض نادرة أو غائبة الذي أصبح سمة ملازمة لهذه الحالة. في الدورة الشهرية العادية، واحدة تخرج البويضة من خباء المهيمنة—أساسا كيس أن رشقات نارية للإفراج عن البيض. بعد الإباضة بقايا خباء يتحول إلى إنتاج البروجسترون luteum الإحضار، الذي ينكمش ويختفي بعد حوالي 12-14 يوما. في بكس]، هناك ما يسمى ب «اعتقال الجرابية»، أي وضع جراب عدة إلى حجم من 5-7 ملم، ولكن ليس كذلك. جراب واحد لا تصل إلى حجم preovulatory (16 ملم أو أكثر). وفقا لمعايير روتردام، 12 أو أكثر من المسام الصغيرة ينبغي أن ينظر في المبيض على الفحص بالموجات فوق الصوتية. والمسام قد تكون موجهة في محيطها، وإعطاء مظهر 'سلسلة من لآلئ'. المسام العديدة التي تسهم في زيادة حجم المبيضين، وهذا هو، 1.5 إلى 3 مرات أكبر من المعدل الطبيعي.
  - فحص بالمنظار قد تكشف عن وجود ثخن، على نحو سلس، لؤلؤة بيضاء السطح الخارجي للمبيض. (وهذا من شأنه عادة ما تكون النتيجة العرضية تنظير البطن إذا أجريت لسبب آخر، كما أنه لن يكون الروتينية لفحص المبايض في هذا وسيلة لتأكيد تشخيص متلازمة تكيس المبايض).
  - مصل الدم (الدم) مستويات الاندروجين ق (هرمونات الذكورة)، بما في ذلك التشتوستيرون وكبريتات Dehydroepiandrosterone قد تكون مرتفعة.[6] مستوى هرمون تستوستيرون الحرة ويعتقد أن أفضل تدبير. الحرة الاندروجين الرقم القياسي لنسبة هرمون الذكورة تستوستيرون إلى ملزمة الجلوبيولين (SHBG)، ومن المفترض ان يكون مؤشرا لهرمون تستوستيرون الحرة، ولكن هي معلمة للفقراء، وهذا ليس أفضل أن هرمون تستوستيرون وحده كعلامة للبكس]، ربما لأن فتح الإسلام مرتبط مع درجة السمنة.
  - بعض اختبارات الدم هي الأخرى موحية ولكن ليس للتشخيص. نسبة من الهرمون اللوتيني (الهرمون) لفش (هرمون منشط) هو أكبر من 1:1، كما اختبرت في اليوم 3 من دورة الطمث. نمط غير محددة للغاية، وكان حاضرا في أقل من 50 ٪ في دراسة واحدة. غالبا ما تكون هناك مستويات منخفضة من الهرمونات الجنسية ملزمة الجلوبيولين، ولا سيما بين النساء البدينات.
- تقييم عام للشروط المرتبطة بها أو المخاطر
  - شاشة الصيام البيوكيميائية
  - اختبار تحمل الجلوكوز عن طريق الفم في المرضى الذين يعانون من عوامل خطر (السمنة، وتاريخ العائلة والتاريخ السكري للحمل) وتدل على ضعف تحمل الجلوكوز (مقاومة الإنسولين) في 15-30 ٪ من النساء مع متلازمة تكيس المبايض. يمكن ان ينظر إلى السكري اليه 65-68 ٪ من النساء مع هذا الشرط. ويمكن ملاحظة مقاومة الأنسولين في كل من المرضو ذوي الوزن الطبيعي وذوي الأوزان الزائدة.
- لاستبعاد الاضطرابات الأخرى التي قد تسبب اعراضا مشابهة:
  - البرولاكتين استبعاد زيادة إفراز البرولاكتين
  - هرمون منبه الدرقية استبعاد الغدة الدرقية
  - 17 - hydroxyprogesterone استبعاد 21 - hydroxylase عوز (وأحداث). العديد من هؤلاء النساء قد تبدو مشابهة لتكون متلازمة تكيس المبايض والذي يزداد سوءا بسبب مقاومة الانسولين أو البدانة، ولكن يمكن أن يكون قد ساعد كثيرا من قمع الكظرية مع المنخفضة glucocorticoid جرعة العلاج.
- مستوى الصيام الانسولين أو اختبار تحمل الجلوكوز مع مستويات الانسولين (وتسمى أيضا IGTT). ارتفاع مستويات الانسولين قد يساعد على التنبؤ واستجابة المريض للأدوية قد يشير إلى النساء اللاتي سوف يحتاج جرعات أعلى من ميتفورمين أو استخدام دواء الثانية إلى مستويات أدنى بكثير الانسولين. ارتفاع نسبة السكر في الدم والانسولين القيم لا يتنبأ الذي يستجيب إلى الأدوية المخفضة للأنسولين، وانخفاض نسبة السكر في الدم الغذائي، وممارسة الرياضة. وكثير من النساء مع المستويات العادية قد تستفيد من العلاج المركب. وردا في سكر الدم والتي استمرت لمدة ساعتين أعلى مستوى الانسولين والسكر في الدم أقل من الصيام يتسق مع مقاومة الانسولين. والاشتقاق الرياضية المعروفة باسم هوماي، محسوبة من قيم الصيام في تركيزات الجلوكوز والأنسولين، ويسمح مقياسا مباشرا ومعتدلة دقيقة من الحساسية للانسولين (الجلوكوز المستوى insulin-level/22.5 س).
- اختبار تحمل الجلوكوز بدلا من السكر الصائم التشخيص يمكن أن تزيد من التسامح وزيادة السكر في البول السكري الصريح بين المرضى الذين يعانون من متلازمة تكيس المبايض وفقا لتجربة محكومة المحتملين.أثناء الصيام مستويات الجلوكوز قد تبقى ضمن الحدود الطبيعية، واختبارات شفوية الجلوكوز كشفت أن ما يصل إلى 38 في المائة من النساء غير متناظرة مع متلازمة تكيس المبايض (مقابل 8.5 ٪ في عموم السكان) في الواقع كان ضعف تحمل الجلوكوز، 7.5 ٪ من المصابين بداء السكري الصريح وفقا لمبادئ توجيهية أدا.

## التشخيص التفريقي
وينبغي أن الأسباب الأخرى لعدم انتظام الحيض أو غائبة والشعرانية، مثل تضخم الغدة الكظرية الخلقي، وداء كوشينغ، فرط برولاكتين الدم، إفراز الاندروجين الأورام، واضطرابات الغدة النخامية أو الغدة الكظرية الأخرى، ويتم التحقيق فيها. متلازمة تكيس المبايض وقد أبلغ عن مقاومة الانسولين في حالات أخرى مثل acromegaly.

## وصف المرض
تكيس المبايض تطوير عندما يتم تحفيز المبيض لإنتاج كميات كبيرة من هرمونات الذكورة (أندروجين)، ولا سيما هرمون تستوستيرون، إما من خلال الإفراج عن الإفراط في الهرمون (LH) من الغدة النخامية الأمامية أو من خلال ارتفاع مستويات الانسولين في الدم (hyperinsulinaemia) في النساء اللاتي المبايض حساسة لهذا التحفيز.
متلازمة حصلت على الأكثر استخداما الاسم نظرا لتوقيع مشترك بشأن الفحص بالموجات فوق الصوتية المتعددة (بولي) ورم في المبيض s. هذه الخراجات "" هي في الواقع حويصلات غير ناضجة، وليس الخراجات («polyfollicular متلازمة المبيض» كان يمكن أن يكون اسم أكثر دقة). المسام قد وضعت من أجربة بدائية، ولكن توقفت التنمية («القبض») في مرحلة مبكرة antral بسبب اضطراب وظيفة المبيض. والمسام قد تكون موجهة على طول محيط المبيض، ويبدو وكأنه 'سلسلة من لآلئ' على الفحص بالموجات فوق الصوتية. الشرط الأول هو وصفها في عام 1935 من قبل الدكتور شتاين والدكتور يفينثال، ومن هنا اسمها الأصلي لشتاين - وفنثال.
متلازمة تكيس المبايض وتتميز مجموعة معقدة من الأعراض، والسبب لا يمكن تحديده لجميع المرضى. ومع ذلك، والبحث حتى الآن تشير إلى أن مقاومة الانسولين قد يكون السبب الرئيسي. [بكس قد يكون لها أيضا استعداد وراثي، ومزيد من البحث في هذا الاحتمال يحدث. أي جينات محددة تم تحديدها، وأنه يعتقد أن العديد من الجينات يمكن أن تسهم في تطوير متلازمة تكيس المبايض.
وغالبية المرضى الذين يعانون من متلازمة تكيس المبايض ومقاومة الأنسولين و/ أو يعانون من السمنة المفرطة. ومستويات الانسولين المرتفعة تسهم أو تتسبب في تشوهات ينظر في المهاد - النخامية محور المبيض التي تؤدي إلى متلازمة تكيس المبايض.
الأنسجة الدهنية تمتلك الاروماتيز، أنزيم يساعد في تحويل الاندروستيرون لestrone والتيستوستيرون إلى استراديول. الفائض من الأنسجة الدهنية في المرضى الذين يعانون من السمنة المفرطة تخلق مفارقة وجود كل من الاندروجين الزائد (التي تعتبر مسؤولة عن الشعرانية وvirilization) وهرمون الاستروجين (الذي يثبط فش عبر ردود فعل سلبية).
أيضا، ويزيد من فرط التكرار بالنبض هرمون مطلق لموجهة الغدد التناسلية، LH فش على الهيمنة، والمبيض الاندروجين زيادة الإنتاج، وانخفاض نضج الأجربة، وانخفضت SHBG ملزمة؛ كل هذه الخطوات تؤدي إلى تطوير متلازمة تكيس المبايض. مقاومة الأنسولين هو إيجاد مشتركة بين المرضى ذوي الوزن العادي فضلا عن مرضى ذوي الأوزان الزائدة.
[بكس قد تترافق مع التهاب مزمن، مع المحققين وربطت عدة وسطاء مع anovulation التهابات وغيرها من أعراض متلازمة تكيس المبايض.
خطر متلازمة تكيس المبايض التنمية تبين أن النساء أعلى من مثليه في طريق العلاقات الجنسية الطبيعية.

## المُعالَجَة
العلاج الطبي لمتلازمة تكيس المبايض مصمم على أهداف المريض الأهداف. عموما، يمكن اعتبار هذا تحت أربع فئات:
- خفض مستويات الانسولين
- استعادة الخصوبة
- الشعرانية أو علاج حب الشباب
- استعادة الطمث المنتظم، والوقاية من تضخم بطانة الرحم وسرطان الرحم

في كل مجال من هذه المجالات، هناك نقاشا واسعا من حيث العلاج الأمثل. أحد الأسباب الرئيسية لذلك هو عدم وجود تجارب سريرية واسعة النطاق بمقارنة العلاجات المختلفة. أصغر المحاكمات تميل إلى أن تكون أقل موثوقية، وبالتالي قد يؤدي إلى نتائج متضاربة.
التدخلات العامة التي تساعد على خفض الوزن، أو مقاومة للانسولين يمكن أن تكون مفيدة لجميع هذه الأهداف، لأنها تتناول ما هو يعتقد أن السبب الكامن وراء هذا التناذر. ممارسة الرياضة بشكل منتظم والحفاظ على وزن صحي وسوف يساعد على التقليل من عدم التوازن الهرموني، واستعادة التبويض والخصوبة، وتحسين حب الشباب والشعرانية.

### خفض الانسولين

#### النظام الغذائي والعلاج
حيث ترتبط متلازمة تكيس المبايض مع زيادة في الوزن أو السمنة، وفقدان الوزن الناجح هو على الأرجح أنجح وسيلة لاستعادة التبويض العادية / الحيض، ولكن العديد من النساء يجدن صعوبة بالغة لتحقيق وإدامة نقص ملحوظ في الوزن. غذائيا منخفض الكربوهيدرات متواصلة وممارسة التمارين الرياضية بانتظام قد تساعد. يوصي به بعض الخبراء انخفاض في النظام الغذائي التي تشكل جزءا هاما من الكربوهيدرات الكلية يتم الحصول عليها من الفواكه والخضراوات والحبوب الكاملة مصادر.

#### الأدوية
الحد من مقاومة الانسولين عن طريق تحسين حساسية الانسولين عن طريق الأدوية مثل أدوية ميتفورمين وthiazolidinedione الأحدث (glitazones)، وقد تم اتباع نهج واضح ويبدو أن الدراسات الأولية تظهر فعالية. لم يرخصالميتفورمين للاستعمال في متلازمة تكيس المبايض، ويوصي المعهد الوطني للصحة والبراعة الإكلينيكية في المملكة المتحدة النساء اللواتي يعانين من متلازمة تكيس المبايض ومؤشر كتلة الجسم أعلى من 25 أن لا يستخدمن الميتفورمين إلا إذا فشلت العلاجات الأخرى في تحقيق نتائج. ' gtc:suffix="" gtc:mediawiki-xid="42"&gt;[42] ومع ذلك الاستعراضات اللاحقة في عامي 2008 و 2009 قد أشار إلى أن السيطرة العشوائية محاكمة ثانية وبصورة عامة لا تظهر الوعد الذي اقترحه الدراسات القائمة على المراقبة في وقت مبكر.

### علاج العقم
ليست كل النساء مع متلازمة تكيس المبايض يجدون صعوبة في أن يصبحوا حوامل. بالنسبة لأولئك، تكون اللا إباضة هي القضية المشتركة. قد يكون تنبأ الإباضة عن طريق استخدام اختبارات البول للكشف عن أن الزيادة preovulatory هرمون منشط للجسم الأصفر، دعت مجموعات المتنبيء الإباضة (OPKs). الرسوم البيانية من مخاط عنق الرحم يمكن أن تستخدم أيضا للتنبؤ الإباضة، أو مراقبين الخصوبة معينة (تلك التي تتبع الهرمونات البولية، أو تغييرات في اللعاب) يمكن استخدامها. الأساليب التي يتنبأ التبويض يمكن أن تستخدم لوقت الجماع أو التلقيح بشكل مناسب.
وإن لم تكن مفيدة جدا لمعرفة التبويض، درجة حرارة الجسم التي يمكن استخدامها لتأكيد الإباضة. الإباضة قد أكد أيضا أن يكون من خلال اختبار للبروجسترون المصل في منتصف المرحلة luteal، ما يقرب من سبعة أيام بعد الإباضة (إذا حدثت الاباضة في اليوم في المتوسط دورة من أربعة عشر، سبعة أيام في وقت لاحق سيكون يوم 21 دورة). ربما في منتصف luteal مرحلة اختبار البروجسترون يمكن أن تستخدم أيضا لتشخيص الخلل luteal المرحلة. قد الطرق التي تؤكد التبويض يمكن استخدامها لتقييم مدى فعالية العلاجات لتنشيط الإباضة.
النساء البدينات المصابات بالمتلازمة، الذين هم لديهم لا إباضة، تعديلات النظام الغذائي وفقدان الوزن وترتبط استئناف التبويض عفوية. بالنسبة لأولئك الذين ما زالوا بعد فقدان الوزن يعانون من اللا إباضة أو من أجل النساء النحيفات اللا إباضة، عقار كلوميفين سترات والهرمون المنبه للالعلاجات الرئيسية المستخدمة للمساعدة على العقم. سابقا، كان الموصى به حتى ميتفورمين لعلاج اللا إباضة. ولكن في المحاكمة الأكبر حتى الآن، مقارنة مع عقار كلوميفين ميتفورمين، عقار كلوميفين وحدها هي الأكثر فعالية. في هذه المحاكمة، وتم اختيار 626 امرأة إلى ثلاث مجموعات: ميتفورمين وحدها، عقار كلوميفين وحدها، أو على حد سواء. ويعيش بين معدلات المواليد بعد 6 أشهر من العلاج كانت 7.2 ٪ (ميتفورمين)، و 22.5 ٪ (عقار كلوميفين)، و 26.8 ٪ (على حد سواء). المضاعفات الرئيسية للعقار كلوميفين كانت متعددة الحمل، والتي تؤثر 0 ٪ و 6 ٪ و 3.1 ٪ من النساء على التوالي. معدلات النجاح الشامل للمولود حي ظلت مخيبة للآمال، وحتى في النساء يتلقون العلاج مجتمعة، ولكن من المهم أن نرى أن المرأة في هذه المحاكمة قد تم بالفعل محاولة تصور لمدة متوسطها 3.5 سنة، وأكثر من نصفهم تلقوا علاجا لالسابقة العقم. وبالتالي، كانت هذه النساء يعانون من مشاكل خصوبة كبيرة، ويعيش بين معدلات الولادة لن تكون على الأرجح ممثل نموذجي بكس] امرأة. بعد هذه الدراسة، ESHRE / ASRM ترعاها توافق ورشة عمل لا ننصح ميتفورمين لتنشيط الإباضة.
والأكثر جذرية في زيادة معدل التبويض يحدث مع مزيج من تعديل النظام الغذائي، وفقدان الوزن، والمعاملة مع ميتفورمين وعقار كلوميفين سيترات. هو حاليا يعرف ما إذا كان تغيير النظام الغذائي وفقدان الوزن وحده يكون لها تأثير على معدلات ولادة حية قابلة للمقارنة مع تلك التي ذكرت أن عقار كلوميفين وميتفورمين
بالنسبة للمرضى الذين لا يستجيبون لعقار كلوميفين والحمية وتعديل نمط الحياة، وهناك خيارات المتاحة بما في ذلك الإجراءات ساعدت التكنولوجيا الإنجابية مثل تسيطر فرط المبيض مع حقن الهرمون المنبه والتخصيب في المختبر (التلقيح الاصطناعي). تنشيط المبيض مع فش له المخاطر المرتبطة بالنساء مع متلازمة تكيس المبايض من متلازمة المبيض فرط—وهو شرط غير مريحة، ويحتمل أن تكون خطرة مع معدلات الاعتلال والوفيات نادرة. ومن ثم التطورات الأخيرة قد سمحت للالبويضات الموجودة في جراب متعددة يمكن استخراجها في الطبيعية، ودورات unstimulated ثم نضجت في المختبر، وذلك قبل التلقيح الاصطناعي. هذه التقنية كما هو معروف في نضوج الأنبوبي (الإدارة المتكاملة للنواقل).
على الرغم من الجراحة ليست عادة يؤديها، يمكن علاج تكيس المبايض يكون مع إجراء بالمنظار يسمى ب «الحفر المبيض» (4-10 المسام من ثقب صغير مع electrocautery)، والذي يؤدي في أحيان كثيرة إما استئناف ovulations عفوية أو ovulations بعد العلاج المواد المساعدة مع عقار كلوميفين أو فش.

### علاج حب الشباب والشعرانية
عند الاقتضاء (على سبيل المثال في النساء في سن الإنجاب الذين يحتاجون إلى وسائل منع الحمل)، وحبوب منع الحمل القياسية وسائل منع الحمل قد يكون فعالا في الحد من الشعرانية. والاختيار المشترك للحبوب منع الحمل هو واحد يحتوي على خلات سيبروتيرون؛ في المملكة المتحدة / الولايات المتحدة العلامة التجارية المتاحة Dianette / ديان. سيبروتيرون خلات هو البروجستيرون مع تأثيرات مضادة للالاندروجين الذي يمنع عمل هرمونات الذكورة التي يعتقد أنها تساهم في حب الشباب ونمو الشعر غير المرغوب فيه في الوجه والجسم.
مع أدوية أخرى مضادة للآثار الاندروجين تشمل flutamide وسبيرونولاكتون، وكلاهما يمكن أن تعطي بعض التحسن في الشعرانية. سبيرونولاكتون هو على الارجح العقار الأكثر شيوعا في الولايات المتحدة. ميتفورمين يمكن أن تقلل من الشعرانية، وربما عن طريق الحد من مقاومة الانسولين، وغالبا ما تستخدم إذا كان هناك ميزات أخرى مثل مقاومة الانسولين، ومرض السكري أو السمنة التي ينبغي أن تستفيد أيضا من ميتفورمين. معالجة المراحل المتقدمة (Vaniqa) هي المخدرات التي يتم تطبيقها على الجلد في كريم شكل من الأشكال، وأفعال مباشرة على بصيلات الشعر لمنع نمو الشعر. فإنه عادة ما تطبق على وجهه.
على الرغم من أن جميع هذه العوامل قد أظهرت فعاليتها في بعض التجارب السريرية، أن متوسط الانخفاض في نمو الشعر بشكل عام في المنطقة بنسبة 25 ٪، والذي قد لا يكون كافيا للقضاء على الحرج الاجتماعي من الشعرانية، أو إزعاج من نتف / الحلاقة. الأفراد قد تختلف في استجابتها للعلاجات مختلفة، وعادة ما يكون من المفيد محاولة العلاج بالعقاقير الأخرى إذا كان أحد لا يعمل، ولكن العلاج بالعقاقير لا تعمل بشكل جيد لجميع الأفراد. لإزالة شعر الوجه، والتحليل الكهربائي أو العلاج بالليزر هي أسرع وأكثر كفاءة بدائل من العلاجات الطبية المذكورة أعلاه.

### علاج عدم انتظام الدورة الشهرية، والوقاية من تضخم بطانة الرحم
إذا كان معدل الخصوبة ليس هو الهدف الأساسي، ثم الحيض وعادة ما يمكن أن تنظم مع حبوب منع الحمل. والغرض من تنظيم الحيض هو أساسا للمرأة الراحة، وربما كان لها معنى الرفاهية، وليس هناك شرط الطبية لفترات منتظمة، طالما أنها تحدث بما فيه الكفاية في كثير من الأحيان (أنظر أدناه). معظم ماركات نتيجة يتناولن حبوب منع الحمل في الانسحاب تنزف كل 28 يوما إذا ما أخذ في 3 أسابيع فترات. Dianette (أ حبوب منع الحمل التي تحتوي على خلات سيبروتيرون) هو مفيد أيضا لالشعرانية، وبالتالي فهي غالبا ما يشرع في بكس].
إذا كانت دورة الحيض العادية يكون غير مرغوب فيه، ثم العلاج للمشاركة في دورة غير النظامية ليست بالضرورة مطلوبة—معظم الخبراء يعتبرون أنه إذا كان الحيض تنزف يحدث مرة على الأقل كل ثلاثة أشهر، ثم في بطانة الرحم (بطانة الرحم) تراق بما فيه الكفاية في كثير من الأحيان لمنع حدوث زيادة خطر تشوهات الرحم أو سرطان. إذا كان الحيض يحدث في كثير من الأحيان أقل أو لا على الإطلاق، شكلا من أشكال استبدال البروجستيرون يوصى. بعض النساء تفضل البروجستيرون زرع الرحم مثل هذا النظام داخل الرحم (Mirena) لفائف، الذي يوفر وسائل منع الحمل في وقت واحد وحماية بطانة الرحم لعدة سنوات، وإن كان في كثير من الأحيان مع نزيف قاصر لا يمكن التنبؤ بها. وبديل ذلك هو البروجستيرون تؤخذ عن طريق الفم على فترات (كل ثلاثة أشهر مثلا) إلى إحداث نزيف الطمث يمكن التنبؤ بها.

### الطرق البديلة
يقدم مركب Myo-inositol أو D-Chiro-inositol علاج بديل فعال لمتلازمة تكيس المبايض. وقد تم تقييمه في دراسات مزدوجة التعمية ووجد انه ساعد النساء النحيفة والسمينة على حد سواء والمصابين بتلازمة تكيس المبايض ؛ وقلل العديد من الأعراض السريرية الأولية للمرض. ليس لديها أي توثيق الآثار الجانبية وهو المستقلب طبيعيا الإنسان المعروف أن تشارك في عملية التمثيل الغذائي للانسولين. وتنظم الحركة باعتبارها مكملة للوجبات الغذائية في الولايات المتحدة.